# Gruppo di Forze del Centro
Il Gruppo di Forze del Centro (in russo Центральная группа войск, ЦГВ?, Central'naja gruppa vojsk, CGV) è stata una grande unità strategico-operativa delle forze armate sovietiche creata nel periodo successivo alla fine della grande guerra patriottica e attiva in diversi periodi della guerra fredda.
Tra il 1945 e il 1955 era di stanza sul territorio dell'Austria e dell'Ungheria, mentre dal 24 ottobre 1968 al 21 giugno 1991 era dislocato sul territorio della Repubblica Socialista Cecoslovacca.

## Storia

### Prima formazione
Il CSG fu formato il 10 giugno 1945 dal Comando supremo delle forze armate sovietiche tramite la direttiva n. 11096 del 29 maggio 1945 e con la conversione del 1º Fronte Ucraino. Inizialmente, il gruppo comprendeva truppe sovietiche in Austria, Ungheria e Cecoslovacchia.
Al momento della sua formazione, il CSG comprendeva la 5ª Armata delle guardie, la 7ª Armata delle guardie, la 9ª Armata delle guardie, la 4ª Armata delle guardie, il 1º Corpo di cavalleria delle guardie, il 7º Corpo di artiglieria, il 10º Corpo d'artiglieria, 3ª Armata carri delle guardie, 4ª Armata carri delle guardie, il 18º Corpo carri, il 7º Corpo meccanizzato delle guardie e la 2ª Armata aerea. Successivamente, le dimensioni del gruppo diminuirono costantemente a causa del ritiro delle truppe sovietiche verso l'URSS, in particolare dalla Cecoslovacchia.
A partire da giugno 1955, il gruppo comprendeva:
- Direzione e quartier generale, con 1507 militari e 308 dipendenti;
- 95ª Divisione fucilieri delle guardie;
- 13ª Divisione meccanizzata delle guardie;
- 23ª divisione di artiglieria antiaerea di Ternopil',
- Unità di servizio e retrovie (29794 militari e 1547 operai e impiegati) dislocati nella zona di sovietica occupazione in Austria;
- Due divisioni meccanizzate sul territorio dell'Ungheria;
- Direzione della 59ª Armata aerea, quattro divisioni aeree (due in Austria e due in Ungheria), un reggimento della ricognizione area autonomo (7502 militari e 816 operai e impiegati solo in Austria).

La forza totale del gruppo centrale delle forze era costituita da 38 803 militari e 2 671 operai e impiegati. Dopo il suo scioglimento, le unità militari furono trasferite dall'Austria ai distretti militari interni sul territorio dell'URSS, e da quelle rimaste sul territorio dell'Ungheria fu formato un Corpo speciale.
I comandanti del CGV dal 1945 al 1955 furono:
- 10 giugno 1945 — 27 aprile 1946 — maresciallo dell'Unione Sovietica Ivan Stepanovič Konev;
- 12 giugno 1946 — 20 aprile 1949 — generale dell'esercito Vladimir Vasil’evič Kurasov;
- 20 aprile 1949 — 12 maggio 1953 — tenente generale d'artiglieria Vladimir Petrovič Sviridov;
- 14 maggio 1953 — 31 maggio 1954 — generale dell'esercito Sergej Semënovič Birjuzov;
- 31 maggio 1954 — 14 aprile 1955 — colonnello generale Aleksej Semënovič Žadov.

### Seconda formazione

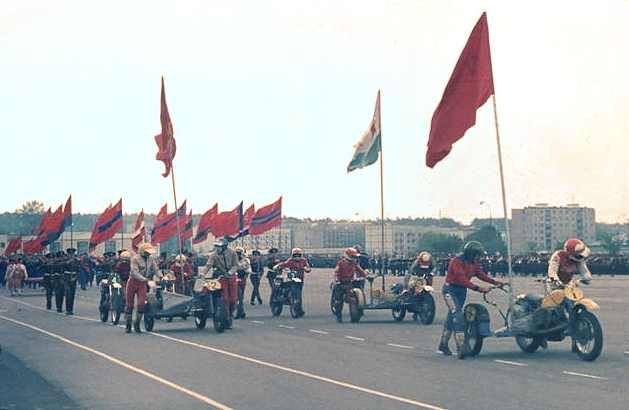
Giornata della vittoria presso la sede della CGV, 9 maggio 1984

Le truppe sovietiche furono portate in Cecoslovacchia nella notte tra il 20 e il 21 agosto 1968 durante l'Operazione Danubio, e il 16 ottobre dello stesso anno fu firmato un accordo tra i governi dell'URSS e della Cecoslovacchia sulla creazione di un Gruppo centrale delle forze sul territorio del paese. La sede del CGV si trovava nella città ceca di Milovice, vicino a Praga. Il primo comandante era il tenente generale Aleksandr Majorov.
Dopo la rivoluzione di velluto, i governi dell'URSS e della Cecoslovacchia si riunirono per discutere il ritiro delle truppe sovietiche, ed il 26 febbraio 1990 fu firmato a Mosca il rientro completo del CGV. Il 19 giugno 1991 partì dalla Cecoslovacchia l'ultimo treno dell'esercito sovietico e sei giorni dopo anche l'ultimo comandante: il colonnello generale Eduard Vorob'ëv.
(Colonnello generale M. P. Burlakov, ultimo comandante in capo del Gruppo di forze occidentali.)
Al momento dell'accordo, sul territorio cecoslovacco erano presenti 73 500 soldati, 18 500 ufficiali e 44 340 specialisti civili e famigliari dei militari, per un totale di 136 340 persone. L'arsenale da combattimento del gruppo sovietico era costituito da 1412 carri armati, 2563 veicoli da combattimento e corazzati da trasporto, 1246 pezzi di artiglieria, 103 aerei, 173 elicotteri e 94 824 tonnellate di uniformi. Per il trasporto furono utilizzati 825 treni speciali per 16 mesi, centinaia di singole carrozze sono state inviate nell'URSS insieme a normali treni merci.

### Composizione
Gruppi del CGV e ubicazione nella seconda metà degli anni ottanta:
- Quartier generale del gruppo, quartier generale e 259º battaglione autonomo della ochrana e supporto del quartier generale del gruppo (Milovice)

Formazioni e unità di subordinazione centrale e del gruppo
- 131ª Divisione mista dell'aviazione (Milovice-Boží Dar);
- 7ª Brigata separata di collegamento (Milovice-Olomouc);
- 122ª Brigata razzi (Hranice na Moravě);
- 185ª Brigata razzi (Turnov);
- 442ª Brigata razzi (Mimoň) — creata il 28 agosto 1988 dalla Divisione missili separata;
- 211ª Brigata artiglieria delle guardie (Jeseník);
- 5ª Brigata missilistica antiaerea (Kuřivody);
- 490º Reggimento elicotteri autonomo (Olomouc);
- 130º Reggimento comunicazioni autonomo (Milovice);
- 91º Reggimento ingegneri-zappatori (Mladá Boleslav);
- 233º Reggimento autonomo ingegneri radio OSNAZ (Lázně Bohdaneč);
- 199º Squadrone autonomo elicotteri (Hradčany);
- 58º Battaglione aviotrasportato autonomo (Milovice);
- 901º Battaglione autonomo d'assalto aereo (Riečki);
- 1921º Battaglione autonomo di guerra elettronica (Mimoň);
- 129º Battaglione autonomo di protezione chimica (Cervena Voda);
- 563º Battaglione autonomo dei ponti di barche (Vrch Bela);
- 1257º Battaglione autonomo dei ponti di barche (Olomouc);
- 821º Battaglione autonomo di cavi per ponti radio (Jiržice);
- 57º Battaglione autonomo radiotecnico della difesa aerea (Neratovice);
- 670ª Unità speciale degli specnaz del GRU (Lázně Bohdaneč);
- 6451ª base di riparazioni e restauro (Pardubice);
- 322º Centro comunicazioni (Milovice);
- 1672º Centro comunicazioni dello stato maggiore (Milovice);
- 1883º Edificio centrale del FPS (Milovice).

Divisioni
- 15ª Divisione carri delle guardie, Milovice (RS Ceca)
- 18ª Divisione fucilieri motorizzati delle guardie, Mlada Boleslav (RS Ceca)

Totale: 124 carri armati T-72, 71 BMP (15 BMP-2, 38 BMP-1, 18 BRM-1K ), 34 BTR-60, 50 cannoni semoventi (34 2S1, 16 2S3 ), 18 obici D-30, 28 mortai 2S12, 15 MLRS Grad.
- 48ª Divisione motorizzata, Vysoké Mýto (RS Ceca)
- 28º Corpo d'Armata 
  - Ufficio del comandante, quartier generale e organizzazione di sicurezza e supporto separata (Olomouc);
  - Formazioni e unità di subordinazione dei corpi;
  - 30ª Divisione fucilieri delle guardie, Zvolen (RS Slovacca)
  - 31ª Divisione corazzata,[12] Bruntál (RS Ceca)

### Personale di comando del Distretto Militare Centrale (2ª formazione)
Struttura di comando del Gruppo Centrale di Forze (2ª formazione):
Comandanti
- 16 ottobre 1968 — 16 luglio 1972 — tenente generale e, dal febbraio 1969, colonnello generale Aleksandr Michajlovič Majorov
- 17 luglio 1972 — 4 novembre 1976 — Colonnello generale Ivan Ivanovič Teniščev
- 5 novembre 1976 — 3 gennaio 1979 — tenente generale e, da aprile 1977, colonnello generale Dmitrij Semёnovič Suchorukov
- 4 gennaio 1979 — 30 dicembre 1980 — colonnello generale Dmitrij Timofeevič Jazov
- 31 dicembre 1980 — 30 settembre 1984 — colonnello generale Grigorij Grigor’evič Borisov
- 1 ottobre 1984 — dicembre 1987 — colonnello generale Viktor Fëdorovič Ermakov
- Dicembre 1987 — 19 giugno 1991 — tenente generale e, da ottobre 1988, colonnello generale Eduard Arkad’evič Vorob’ëv

Primi vice-comandanti
- 16 ottobre 1968 — 2 ottobre 1970 —maggior generale delle truppe carri e, da febbraio 1969, tenente generale delle truppe carri Dmitrij Ivanovič Litovcev
- 2 ottobre 1970 — 28 febbraio 1973 — maggior generale e, da novembre 1971, tenente generale Nikolaj Grigor’evič Baštanikov
- 28 febbraio 1973—1980 — maggior generale e, da novembre 1973, tenente generale Viktor Fëdorovič Ermakov
- 1980—giugno 1983 — tenente generale Sergej Petrovič Bokov
- Giugno 1983—1987 — tenente generale Sergej Alekseevič Surodeev
- 1987—giugno 1991 — maggior generale e, da febbraio 1989, tenente generale Vladimir Sergeevič Malaškevič

Capi di stato maggiore
- 16 ottobre 1968 — 26 febbraio 1971 —maggior generale delle truppe carri e, da aprile 1970, tenente generale delle truppe carri Sergej Ivanovič Radzievskij
- 26 febbraio 1971—1976 —maggior generale e, da novembre 1971, tenente generale Pavel Vasil’evič Mal’cev
- 1976—1981 — tenente generale Viktor Michajlovič Kožbachteev
- 1981—1984 — tenente generale Valentin Matvevič Pankratov
- 1984—1987 — tenente generale Aleksej Nikolaevič Tjurin
- 16.07.1987 — 25.06.1989 — tenente generale Jurij Fëdorovič Ščepin[14]
- 1990 — tenente generale Aleksandr Ivanovič Ovčinnikov
- 1990—1991 —maggior generale G. Propaščev

Membri del Consiglio militare e Capi dell'amministrazione politica
- 1968—1973 — tenente generale Semën Mitrofanovič Zolotov
- 1973—1979 — tenente generale Konstantin Aleksandrovič Maksimov
- 1979—1982 — tenente generale Michail Ivanovič Goglev
- 1982—1985 — tenente generale Nikolaj Stepanovič Kovalenko
- 1985—1987 — tenente generale Nikolaj Ivanovič Šljaga
- 1987—1989 — tenente generale Vladimir Ivanovič Grebenjuk
- 1987—1991 — tenente generale Boris Ivanovič Šarikov

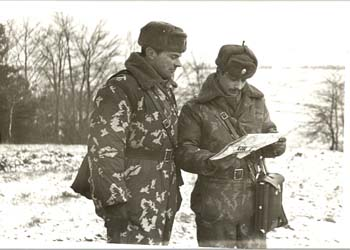
Esercitazione presso il campo di addestramento di Libavá, inverno 1985.
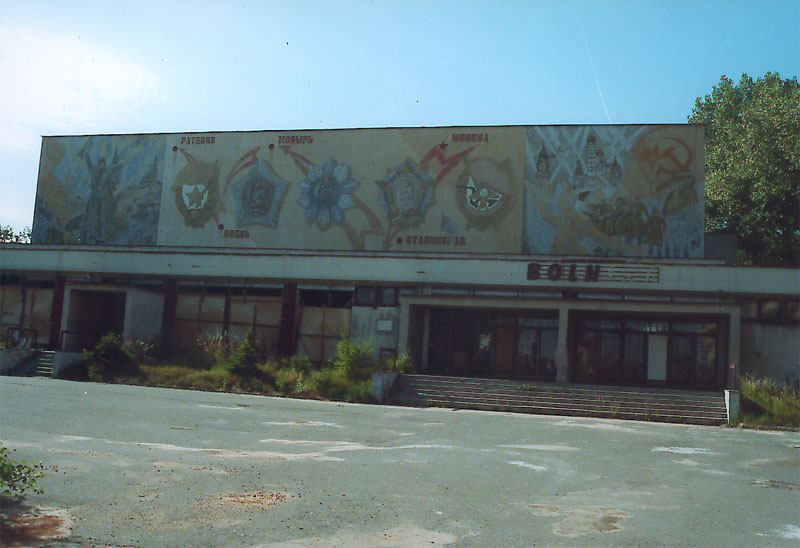
Club abbandonato del CGV, 2000.
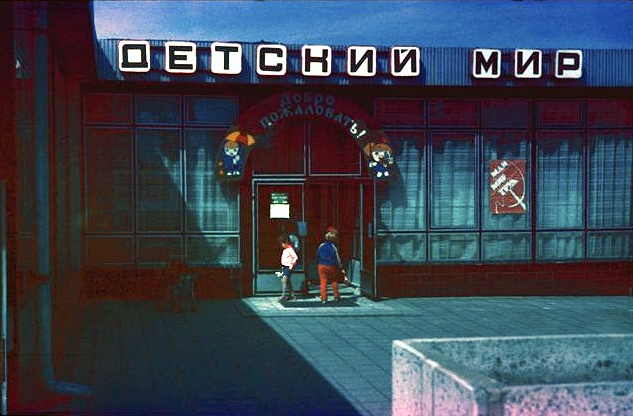
Negozio Detskij Mir a Milovice per le famiglie del CGV, 1985.

## Treni dell'amicizia

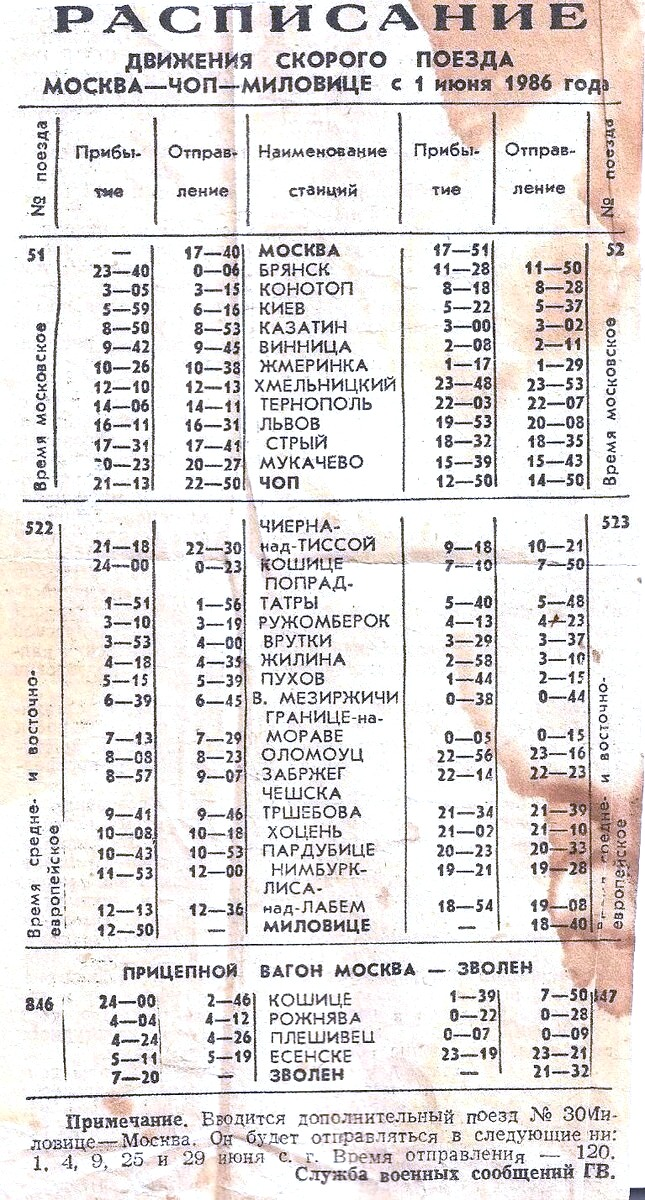
Orario dei treni Mosca-Milovice nel 1986

Fino all'estate del 1991, il treno giornaliero 522/523 "Družba" operava per trasferire i militari e le loro famiglie, seguendo la rotta Mosca-Kievskaja — Brjansk — Suchiniči — Konotop — Kiev-Passažirskij — Kozjatyn — Vinnycja — Žmerynka — Chmel'nyc'kyj — Ternopil' — Leopoli — Stryj — Čop — Čierna nad Tisou — Slovenské Nové Mesto — Michaľany — Košice — Kysak — Margecany — Poprad-Tatry — Štrba — Ružomberok — Vrútky — Žilina — Považská Bystrica — Púchov — Horní Lideč — Valašské Meziříčí — Hranice na Moravě — Olomouc — Zábřeh — Česká Třebová — Ústí nad Orlicí — Choceň — Pardubice — Kolín — Lysá nad Labem — Milovice. Il treno partiva da Mosca nel pomeriggio e dalla stazione di Milovice alle 18-19 circa.
Dalla stazione ferroviaria di Košice, partiva una carrozza separata del treno Mosca-Kievskaja — Zvolen e seguiva la rotta Košice — Rožňava — Plešivec — Jesenské — Lučenec — Zvolen.